# S-31
S-31 – polski silnik do samochodu FSO/FSM Syrena wprowadzony od modelu 104. Był to silnik trzycylindrowy, dwusuwowy o pojemności 842 cm³ i mocy 40 KM. Konstruktorem silnika był inż. Fryderyk Bluemke z Bielska-Białej. Silnik ten miał bardzo elastyczną charakterystykę zewnętrzną, dobre wyważenie pracy, dobrą dynamikę i łatwe wchodzenie na obroty, umiarkowane (jak na owe czasy) zapotrzebowanie na paliwo. Do tego silnika była od początku przewidziana pompa w układzie chłodzenia - początkowo montowana na wałku prądnicy, później na wałku wentylatora. To pozwoliło zmniejszyć wymiary chłodnicy i pojemność układu chłodzenia w stosunku do silnika S-15, mimo wzrostu mocy maksymalnej o ponad 40%. Silnik ten posiadał odrębne cewki dla każdego cylindra i każda cewka była zasilana z odrębnego przerywacza. Dodatkowo cały aparat zapłonowy można było przekręcać, regulując wyprzedzenie zapłonu dla wszystkich cylindrów w jednakowym stopniu. W przyjętym rozwiązaniu nie był potrzebny rozdzielacz zapłonu. 
Silnik łatwo się uruchamiał, nawet podczas silnych mrozów, miał dobrą tolerancję na eksploatacyjne rozbieżności w kątach wyprzedzenia zapłonu dla poszczególnych cylindrów. Wadą była duża bezwładność cieplna wynikająca z dużych przekrojów kanałów chłodzących silnik, przez co zimą dłużej nagrzewał się on do temperatury pracy i ogólnie było to przyczyną dużego zużycia paliwa podczas eksploatacji na krótkich odcinkach. Silnik S-31 był ukoronowaniem pracy zespołu konstrukcyjnego i jego głównego konstruktora, inż. F. Bluemke. Zginął on bowiem (wraz z innymi współtwórcami silnika S-31) podczas powrotu z delegacji zagranicznej w Katastrofie lotniczej w Warszawie w 1962 roku. Dopracowaniem osprzętu zajął się współpracownik inż. F. Bluemke, mgr inż. Jerzy Slawik. 

## Dane techniczne
- liczba cylindrów 3.
- rozrząd tłokowy
- pojemność skokowa 842 cm³.
- średnica cylindra 70 mm.
- skok tłoka 73 mm.
- stopień sprężania 7,2.
- maksymalna moc 40 KM przy 4300 rpm.
- maksymalny moment obrotowy 80 Nm przy 2750 rpm.
- maksymalna dopuszczalna prędkość obrotowa silnika 5750 rpm.
- wymagana liczba oktanowa paliwa 78.
- smarowanie mieszankowe w proporcji 1:30.
- chłodzenie cieczą z wymuszonym obiegiem pompą wirnikową.
- masa suchego silnika 88 kg.